# Júnior dos Santos
Júnior dos Santos (Santa Catarina, 30 de enero de 1984) es un exluchador profesional y artista marcial mixto brasileño que compite en la división peso pesado. Dos Santos ha sido Campeón de Peso Pesado de UFC en una ocasión, y es el actual campeón de peso pesado de Gamebred Bareknuckle MMA. Como luchador profesional, hizo apariciones en All Elite Wrestling (AEW) como miembro del American Top Team.

## Carrera como artista marcial mixto
Dos Santos empezó entrenando Jiu-jitsu brasileño con Yuri Carlton por su condición física. Después de un tiempo fue invitado a entrenar MMA, donde conoció a su entrenador de boxeo Luiz Carlos Dórea, y después de un año duro hizo su debut oficial.

### Inicios de su carrera
Dos Santos se convirtió profesional en el 2006, a la edad de 21 años. Él peleó en pequeñas industrias de luchas de Brasil, tales como, Demo Fight, Extreme Fighting Championship, Minotauro Fights y Mo Team League. Dos Santos ganó 6 de sus primeras 7 peleas, perdiendo ante Joaquim Ferreira, el luchador que anteriormente él había vencido.

### Ultimate Fighting Championship

#### Debut (2008-2010)
Dos Santos debutó en la UFC el 25 de octubre de 2008 en el evento UFC 90. Considerado como "un perdedor importante", Dos Santos noqueó a su contendiente Fabrício Werdum en un minuto y 20 segundos de la 1ª ronda, con un fuerte gancho al mentón y así poder terminarlo en el suelo con un par de golpes más, ganándose el premio del "KO de la Noche".
Dos Santos volvió el 21 de febrero de 2009 en el evento UFC 95 y luchó con el recién llegado Stefan Struve, ganando a los cincuenta y cuatro segundo de la 1ª ronda por KO técnico.
El 19 de septiembre del 2009, Dos Santos continuó su racha ganadora venciendo a Mirko Filipović en el evento UFC 103. Durante el tercer asalto Dos Santos dominaba a Filipović en el clinch, con golpes de rodilla y puñetazos. Un rodillazo y gancho con la mano izquierda dejaron a Cro Cop sin saber que lo había noqueado.
Se suponía que Dos Santos debía pelear contra Gabriel Gonzaga en el evento UFC 108. Sin embargo, Gonzaga se retiró de la pelea el 25 de noviembre de 2009, debido a una infección por estafilococo. En su lugar Dos Santos luchó el 2 de enero del 2010 ante Gilbert Yvel, ganando su pelea a los dos minutos y siete segundos de la 1ª ronda, vía KO técnico.
Dos Santos ganó a Gonzaga el 21 de marzo del 2010 en el evento UFC Live: Vera vs. Jones, por KO en la 1ª ronda. Ganando su segundo premio al "KO de la Noche".

#### Camino hacia el título

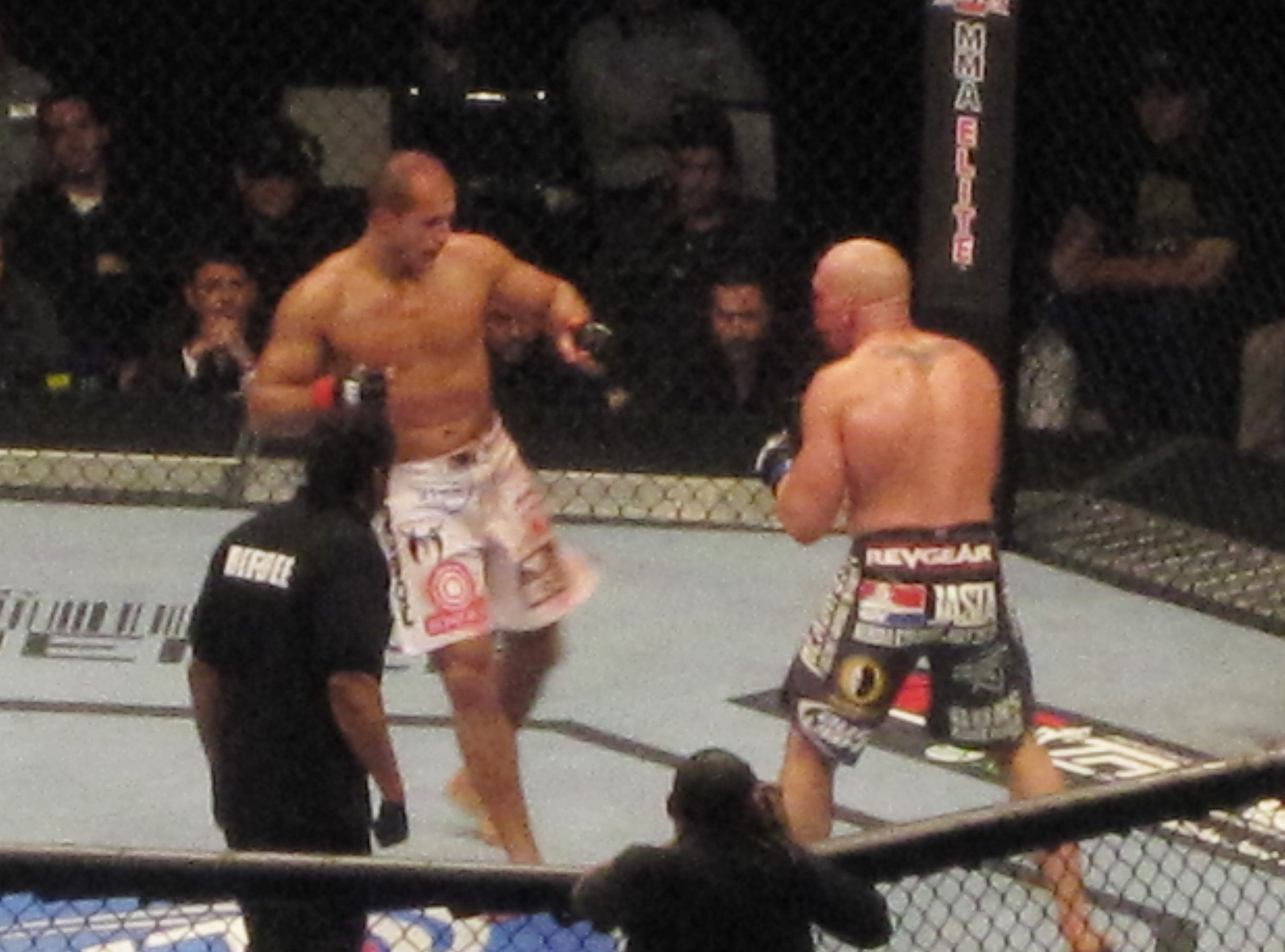
Júnior dos Santos en acción ante Shane Carwin en el evento UFC 131.

Dos Santos se enfrentó a Roy Nelson el 7 de agosto del 2010 en el evento UFC 117. Dos Santos utilizó una gran variedad de ataques y, por primera vez, un derribo con éxito. A pesar de la capacidad sorprendente de Dos Santos, Nelson fue capaz de mantenerse en la lucha, ninguno pudo terminar con el contrario, así que se fue con la decisión de los jueces. Dos Santos ganó por decisión unánime (30–26, 30–27, 30–27). Después de su lucha se esperaba que Dos Santos fuera contra el campeón de Peso Pesado Caín Velásquez. Sin embargo, un desgarro dejó a Velásquez fuera de acción por casi un año.
El 11 de enero del 2011, se reveló que Dos Santos sería uno de los entrenadores del reality The Ultimate Fighter, contra su oponente Brock Lesnar. Estaba previsto que se enfrentaran el 11 de junio de 2011, en el evento UFC 131, pero Lesnar se retiró de la pelea debido a una recurrencia de diverticulitis y fue reemplazado por Shane Carwin. Dos Santos dominó la lucha por completo, y por decisión unánime ganó (30-27, 30-27, 30-26), apoyándose fundamentalmente en sus habilidades de boxeo, mostrando una mayor variedad en su juego de patadas y completar dos derribos en la tercera ronda.

#### Campeonato de Peso Pesado de UFC

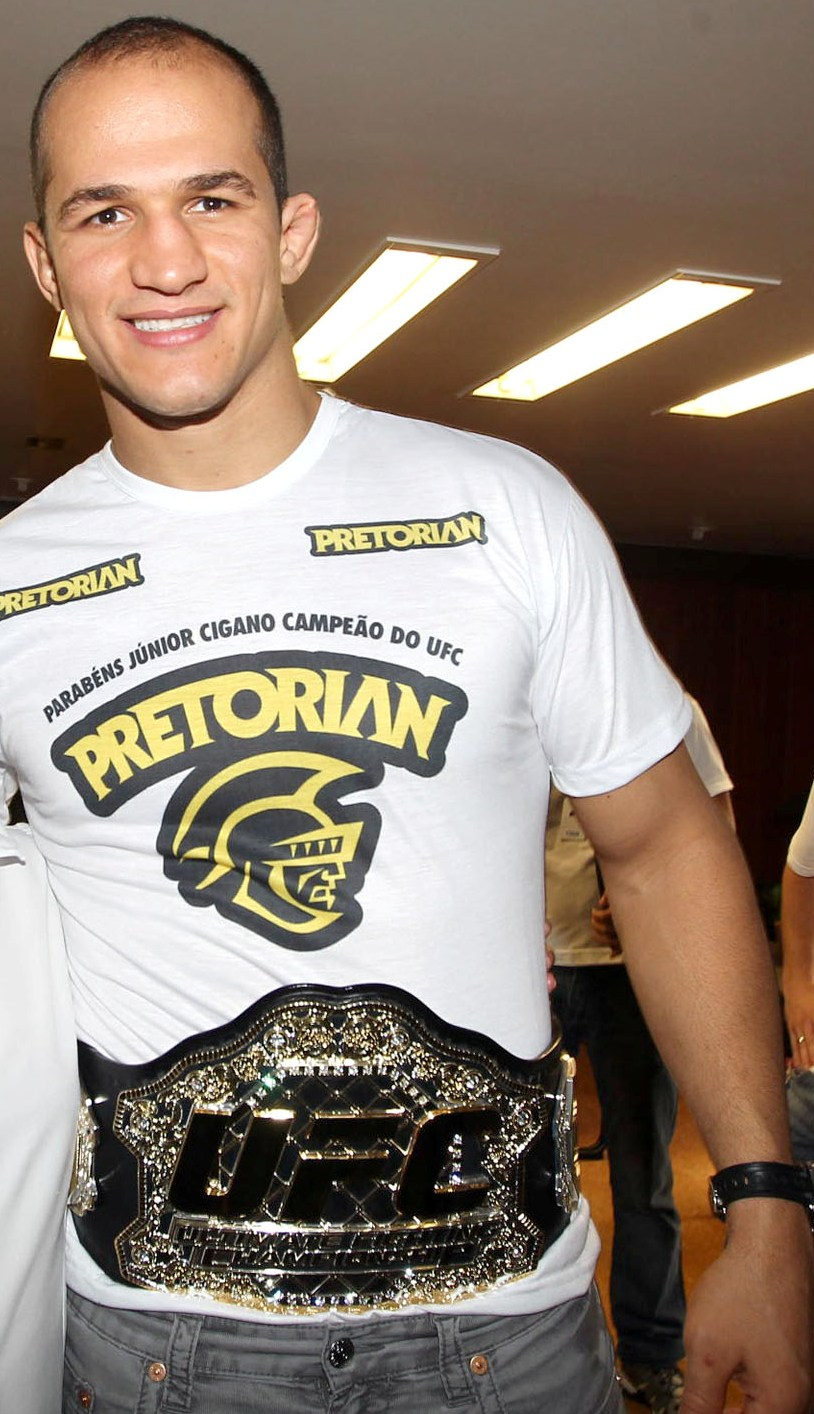
Júnior dos Santos en 2011

dos Santos se enfrentó a Caín Velásquez en UFC on Fox 1 por el Campeonato de Peso Pesado de UFC el 12 de noviembre de 2011. dos Santos derrotó a Velásquez en un minuto y cuatro segundos por nocaut en la primera ronda, ganando de esta manera el campeonato. dos Santos conectó un devastador derechazo sobre la cabeza de Velásquez, que hizo que éste cayera al suelo, y en donde dos Santos pudo finalmente noquearlo con una serie de golpes. La gran presentación de dos Santos logró que ganase su tercer premio al KO de la Noche. Tras el combate, se reveló que dos Santos tenía una rotura de menisco en la rodilla, que posteriormente se sometió a una cirugía de rodilla con éxito.
En su primera defensa como campeón, dos Santos se enfrentó a Frank Mir el 26 de mayo de 2012 en UFC 146. dos Santos ganó la pelea por nocaut técnico en la segunda ronda.
dos Santos se enfrentó por segunda vez con Caín Velásquez el 29 de diciembre de 2012 en UFC 155. Velásquez ganó la pelea por decisión unánime, tras haber dominado todo el combate. Esta fue la primera derrota de dos Santos dentro del octágono, que dejaba como récord la mayor racha de victorias consecutivas en la división de peso pesado en la historia de UFC (9).

#### Retorno a por el cinturón
dos Santos se enfrentó a Mark Hunt el 25 de mayo de 2013 en UFC 160. dos Santos ganó la pelea por nocaut en la tercera ronda, con una espectacular patada giratoria sobre la cabeza de Hunt seguido de un golpe a ras de lona. Esta pelea fue galardonada como la mejor Pelea de la Noche, y también iba a ser el mejor KO, pero el excampeón de boxeo Mike Tyson que asistió al evento con el presidente de la compañía, Dana White, le comentó que el mejor KO fue para TJ Grant y White no se lo reprochó.
dos Santos se enfrentó por 3ª vez con Caín Velásquez el 19 de octubre en UFC 166. Velásquez volvió a dominar a dos Santos, derrotándolo esta vez por nocaut técnico en la quinta ronda.
El 13 de diciembre de 2014, dos Santos se enfrentó a Stipe Miočić en UFC on Fox 13. dos Santos ganó la pelea por decisión unánime. Tras el evento, ambos peleadores ganaron el premio a la Pelea de la Noche.
El 19 de diciembre de 2015, dos Santos se enfrentó a Alistair Overeem en UFC on Fox 17. dos Santos perdió la pelea por nocaut técnico en la segunda ronda.
dos Santos se enfrentó a Ben Rothwell el 10 de abril de 2016 en UFC Fight Night 86. dos Santos ganó la pelea por decisión unánime.
En agosto de 2017, dos Santos fue retirado de la cartelera del UFC 215, en la que iba a enfrentar a Francis Ngannou debido a que dio positivo en un control antidopaje, ya que se encontró en su sistema un diurético prohibido por USADA. Este diurético está prohibido ya que puede ser usado para enmascarar otras sustancias prohibidas.
Dos Santos regresó de su suspensión y se enfrentó al excampeón de peso pesado de WSOF Blagoy Ivanov el 14 de julio de 2018 en UFC Fight Night 133. Ganó la pelea por decisión unánime.
Dos Santos se enfrentó a Tai Tuivasa el 2 de diciembre de 2018 en UFC Fight Night 142. Ganó la pelea por nocaut técnico en la segunda ronda.
Dos Santos se enfrentó a Derrick Lewis en el evento principal de UFC Fight Night 146 el 9 de marzo de 2019. Ganó la pelea por TKO en la segunda ronda. Tras el combate, recibió el premio a la Pelea de la Noche.
Dos Santos se enfrentó a Francis Ngannou el 29 de junio de 2019 en UFC on ESPN 3. Perdió la pelea por nocaut técnico en la primera ronda.
Dos Santos tenía previsto enfrentarse a Alexander Volkov el 9 de noviembre de 2019 en UFC on ESPN+ 21. Sin embargo, Dos Santos se vio obligado a retirarse del evento debido a una infección bacteriana en su pierna.
Como primera pelea de su nuevo contrato de ocho peleas, Dos Santos se enfrentó a Curtis Blaydes el 25 de enero de 2020 en UFC Fight Night 166. Perdió la pelea por nocaut técnico en la segunda ronda.
Dos Santos se enfrentó a Jairzinho Rozenstruik el 15 de agosto de 2020 en UFC 252. Perdió la pelea por nocaut técnico en la segunda ronda.
Dos Santos se enfrentó a Ciryl Gane el 12 de diciembre de 2020 en UFC 256. Perdió la pelea por nocaut técnico en la segunda ronda.
El 3 de marzo de 2021, se anunció que Dos Santos había sido liberado de la UFC.

### Eagle Fighting Championship
Dos Santos hizo su debut en Eagle FC contra Yorgan De Castro el 20 de mayo de 2022 en Eagle FC 47. Dos Santos superó a De Castro durante la mayor parte de la pelea, pero perdería por nocaut técnico debido a una interrupción del médico después de sufrir una lesión en el hombro a principios del tercer asalto.

### Gamebred FC
Dos Santos peleó en una revancha contra Fabrício Werdum en una pelea de MMA a puño limpio el 8 de septiembre de 2023 en Gamebred Fighting Championship 5.  Ganó la pelea por decisión dividida.
Dos Santos se enfrentó a Alan Belcher por el campeonato de peso pesado de Gamebred Bareknuckle MMA en el evento principal de Gamebred Bareknuckle MMA 7 el 2 de marzo de 2024. Dos Santos ganó el campeonato por nocaut en la segunda ronda.

### Global Fight League
El 11 de diciembre de 2024, se anunció que Dos Santos firmó con Global Fight League (GFL).

## Carrera como luchador profesional

### All Elite Wrestling
En el verano de 2021, dos Santos comenzó a hacer apariciones para la promoción de lucha libre profesional All Elite Wrestling, respaldando al jefe del American Top Team, Dan Lambert, junto con los luchadores afiliados a ATT Andrei Arlovski, Paige VanZan, Austin Vanderford, Dalton Rosa y Jorge Masvidal. Formaron una alianza con Ethan Page y Scorpio Sky, también conocidos como The Men of the Year (ambos tienen antecedentes legítimos y extensos en artes marciales, y Sky peleó en MMA). En la edición del 6 de octubre de AEW Dynamite, se anunció que dos Santos haría su debut en la lucha libre profesional en una edición especial del sábado de AEW Rampage el 15 de octubre, formando equipo con Sky y Page para enfrentarse a Jake Hager, Chris Jericho y Sammy Guevara (The Inner Circle) en tríos. fósforo.

## Vida personal
Dos Santos afirma que Antonio Rodrigo "Minotauro" Nogueira es su héroe. Además de su portugués nativo, Dos Santos habla inglés y español. El recibe el apodo "Cigano" por practicar el deporte con el pelo largo, diciendo que parecía la cola de un pony, Cigano significa Gitano en portugués. El nombre es una alusión a un personaje de una telenovela brasileña de edad, frente a la cultura de los gitanos en Brasil. Él es católico. También ha declarado que cuando era niño odiaba pelear. En enero de 2013, se anunció que se había divorciado de su esposa con la que llevaba diez años, antes de competir en UFC 155.

## Campeonatos y logros
- Ultimate Fighting Championship
  - Campeón de Peso Pesado de UFC (una vez)
  - KO de la Noche (tres veces)
  - Pelea de la Noche (tres veces)
  - Mayor racha de victorias en la división de Peso Pesado (9)
  - Segundo mayor número de victorias por nocaut en la división de Peso Pesado (8)

- FIGHT! Magazine
  - Pelea angustiante del Año (2008) vs. Fabrício Werdum el 25 de octubre[73]

- Sherdog
  - Equipo más violento del Año (2010)[74]
  - Equipo más violento del Año (2011)[75]

## Registro en artes marciales mixtas
| Resultado | Récord | Oponente              | Método                       | Evento                                   | Fecha                    | Ronda | Tiempo | Localización                | Notas                                                                                       |
| --------- | ------ | --------------------- | ---------------------------- | ---------------------------------------- | ------------------------ | ----- | ------ | --------------------------- | ------------------------------------------------------------------------------------------- |
| Victoria  | 23-10  | Alan Belcher          | TKO (golpes)                 | Gamebred Bareknuckle MMA 7               | 2 de marzo de 2024       | 2     | 4:39   | Orlando, Florida            | MMA a puño limpio. Ganó el campeonato inaugural de peso pesado de Gamebred Bareknuckle MMA. |
| Victoria  | 22-10  | Fabricio Werdum       | Decisión (dividida)          | Gamebred Bareknuckle 5                   | 8 de septiembre de 2023  | 3     | 5:00   | Jacksonville, Florida       | MMA a puño limpio.                                                                          |
| Derrota   | 21-10  | Yorgan De Castro      | TKO (lesión en el hombro)    | Eagle FC 47                              | 20 de mayo de 2022       | 3     | 0:35   | Miami, Florida              |                                                                                             |
| Derrota   | 21–9   | Ciryl Gane            | TKO (codazo)                 | UFC 256                                  | 12 de diciembre de 2020  | 2     | 2:34   | Las Vegas, Nevada           |                                                                                             |
| Derrota   | 21–8   | Jairzinho Rozenstruik | TKO (golpes)                 | UFC 252                                  | 15 de agosto de 2020     | 2     | 3:47   | Las Vegas, Nevada           |                                                                                             |
| Derrota   | 21–7   | Curtis Blaydes        | TKO (rodillazos y golpes)    | UFC Fight Night: Blaydes vs. dos Santos  | 25 de enero de 2020      | 2     | 1:08   | Raleigh, Carolina del Norte |                                                                                             |
| Derrota   | 21–6   | Francis Ngannou       | TKO (golpes)                 | UFC on ESPN: Ngannou vs. dos Santos      | 29 de junio de 2019      | 1     | 1:11   | Mineápolis, Minesota        |                                                                                             |
| Victoria  | 21–5   | Derrick Lewis         | TKO (golpes)                 | UFC Fight Night: Lewis vs. dos Santos    | 9 de marzo de 2019       | 2     | 1:58   | Wichita, Kansas             | Pelea de la Noche.                                                                          |
| Victoria  | 20–5   | Tai Tuivasa           | TKO (golpes)                 | UFC Fight Night: dos Santos vs. Tuivasa  | 2 de diciembre de 2018   | 2     | 2:30   | Adelaide                    |                                                                                             |
| Victoria  | 19–5   | Blagoy Ivanov         | Decisión (unánime)           | UFC Fight Night: dos Santos vs. Ivanov   | 14 de julio de 2018      | 5     | 5:00   | Boise, Idaho                |                                                                                             |
| Derrota   | 18–5   | Stipe Miocic          | TKO (golpes)                 | UFC 211                                  | 13 de mayo de 2017       | 1     | 2:22   | Dallas, Texas               | Por el Campeonato de Peso Pesado de UFC.                                                    |
| Victoria  | 18–4   | Ben Rothwell          | Decisión (unánime)           | UFC Fight Night: Rothwell vs. dos Santos | 10 de abril de 2016      | 5     | 5:00   | Zagreb                      |                                                                                             |
| Derrota   | 17–4   | Alistair Overeem      | TKO (golpes)                 | UFC on Fox: dos Anjos vs. Cerrone 2      | 19 de diciembre de 2015  | 2     | 4:43   | Orlando, Florida            |                                                                                             |
| Victoria  | 17–3   | Stipe Miočić          | Decisión (unánime)           | UFC on Fox: dos Santos vs. Miocic        | 13 de diciembre de 2014  | 5     | 5:00   | Phoenix, Arizona            | Pelea de la Noche.                                                                          |
| Derrota   | 16–3   | Caín Velásquez        | TKO (slam y golpe)           | UFC 166                                  | 19 de octubre de 2013    | 5     | 3:09   | Houston, Texas              | Por el Campeonato de Peso Pesado de UFC.                                                    |
| Victoria  | 16–2   | Mark Hunt             | KO (patada con giro y golpe) | UFC 160                                  | 25 de mayo de 2013       | 3     | 4:18   | Las Vegas, Nevada           | Pelea de la Noche.                                                                          |
| Derrota   | 15–2   | Caín Velásquez        | Decisión (unánime)           | UFC 155                                  | 29 de diciembre de 2012  | 5     | 5:00   | Las Vegas, Nevada           | Perdió el Campeonato de Peso Pesado de UFC.                                                 |
| Victoria  | 15–1   | Frank Mir             | TKO (golpes)                 | UFC 146                                  | 26 de mayo de 2012       | 2     | 3:04   | Las Vegas, Nevada           | Defendió el Campeonato de Peso Pesado de UFC.                                               |
| Victoria  | 14–1   | Caín Velásquez        | KO (golpes)                  | UFC on Fox: Velasquez vs. dos Santos     | 12 de noviembre de 2011  | 1     | 1:04   | Anaheim, California         | Ganó el Campeonato de Peso Pesado de UFC; KO de la Noche.                                   |
| Victoria  | 13–1   | Shane Carwin          | Decisión (unánime)           | UFC 131                                  | 21 de junio de 2011      | 3     | 5:00   | Vancouver                   | Eliminatoria por el título.                                                                 |
| Victoria  | 12–1   | Roy Nelson            | Decisión (unánime)           | UFC 117                                  | 7 de agosto de 2010      | 3     | 5:00   | Oakland, California         |                                                                                             |
| Victoria  | 11–1   | Gabriel Gonzaga       | KO (golpes)                  | UFC Live: Vera vs. Jones                 | 21 de marzo de 2010      | 1     | 3:53   | Broomfield, Colorado        | KO de la Noche.                                                                             |
| Victoria  | 10–1   | Gilbert Yvel          | TKO (golpes)                 | UFC 108                                  | 2 de enero de 2010       | 1     | 2:07   | Las Vegas, Nevada           |                                                                                             |
| Victoria  | 9–1    | Mirko Filipović       | Sumisión verbal (golpes)     | UFC 103                                  | 19 de septiembre de 2009 | 3     | 2:00   | Dallas, Texas               | Filipović comunicó al árbitro que tenía una fractura en el hueso orbital.                   |
| Victoria  | 8–1    | Stefan Struve         | TKO (golpes)                 | UFC 95                                   | 21 de febrero de 2009    | 1     | 0:54   | Londres                     |                                                                                             |
| Victoria  | 7–1    | Fabrício Werdum       | KO (golpes)                  | UFC 90                                   | 25 de octubre de 2008    | 1     | 1:21   | Rosemont, Illinois          | UFC debut; KO de la Noche.                                                                  |
| Victoria  | 6–1    | Gerónimo dos Santos   | TKO (parada médica)          | Demo Fight 3                             | 24 de mayo de 2008       | 1     | 0:44   | Salvador de Bahía           |                                                                                             |
| Derrota   | 5–1    | Joaquim Ferreira      | Sumisión (armbar)            | MTL: Final                               | 10 de noviembre de 2007  | 1     | 1:13   | São Paulo                   |                                                                                             |
| Victoria  | 5–0    | Jair Goncalves        | TKO (golpes)                 | Mo Team League 2                         | 29 de septiembre de 2007 | 1     | 2:52   | São Paulo                   |                                                                                             |
| Victoria  | 4–0    | Joaquim Ferreira      | TKO (retiro)                 | XFC: Brasil                              | 29 de abril de 2007      | 1     | 5:00   | Río de Janeiro              |                                                                                             |
| Victoria  | 3–0    | Edson Silva           | TKO (parada médica)          | XFC: Brasil                              | 29 de abril de 2007      | 1     | 8:46   | Río de Janeiro              |                                                                                             |
| Victoria  | 2–0    | Eduardo Maiorino      | Sumisión (guillotine choke)  | Minotauro Fights 5                       | 9 de diciembre de 2006   | 1     | 0:50   | São Bernardo do Campo       |                                                                                             |
| Victoria  | 1–0    | Jailson Silva Santos  | KO (patada de fútbol)        | Demo Fight 1                             | 16 de julio de 2006      | 1     | 2:58   | Salvador de Bahía           |                                                                                             |